# Miguel Bastos Lisboa

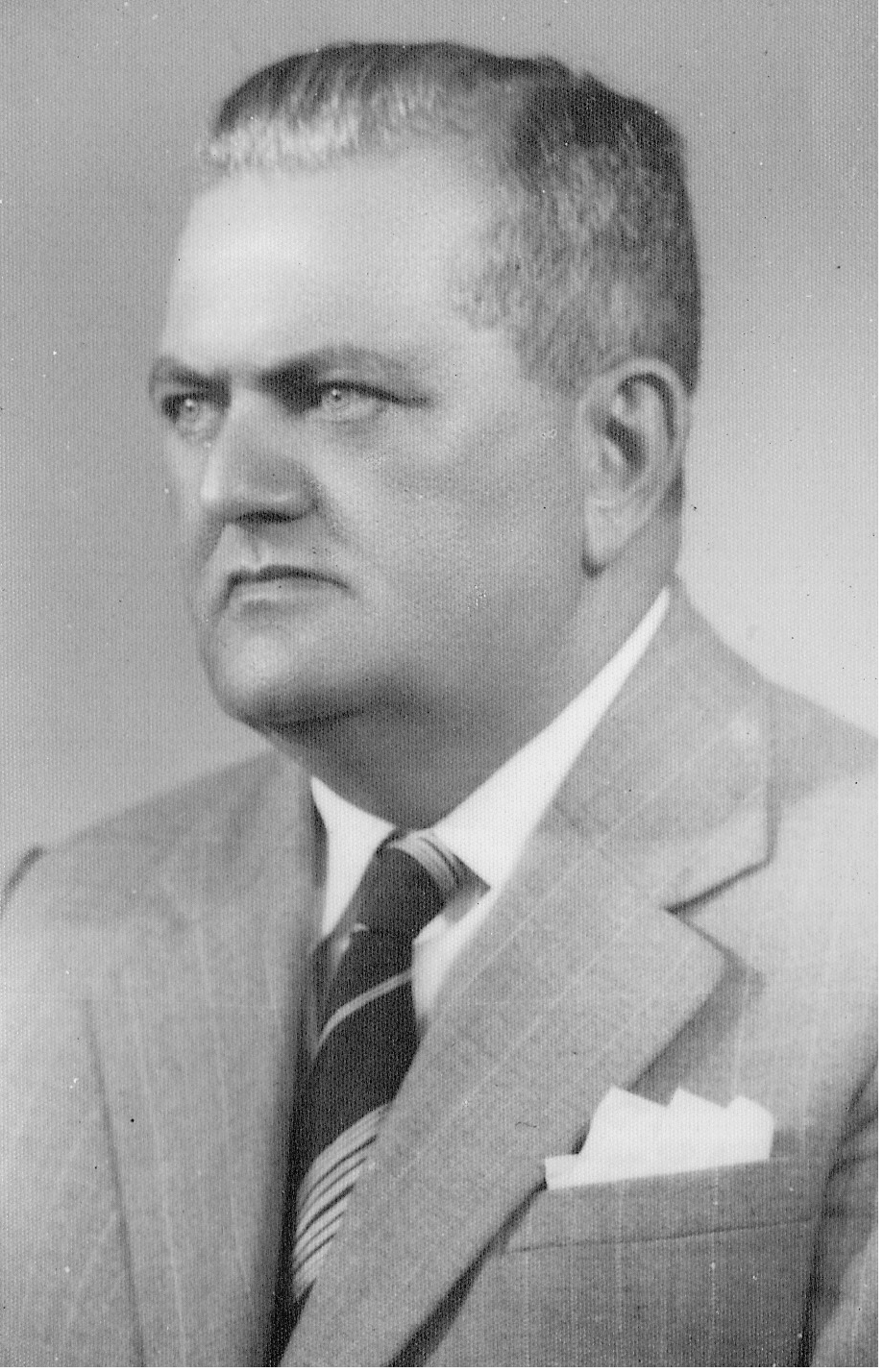
Miguel Bastos Lisboa, político paraibano

Miguel Severino Bastos Lisboa (Mamanguape, 8 de maio de 1892 - João Pessoa, 9 de janeiro de 1965) foi um político brasileiro. Mais conhecido por Miguel Bastos, era Filho de José Bastos da Silva Lisboa, e Manuella Leopoldina Bastos Lisboa. Nasceu em 8 de maio de 1892, no Engenho Alagoa da Folha, à época ao município de Mamanguape, e atualmente município de Curral de Cima, no Estado da Paraíba.[carece de fontes?]
Foi vereador da Câmara Municipal de João Pessoa (UDN – 1947/1951). Foi prefeito interino da capital do estado (15 de novembro de 1947 à 30 de janeiro de 1948), assumindo na condição de presidente da Câmara Municipal, em face do término do mandato do prefeito Severino Alves da Silveira.
Foi também Presidente da Associação dos Empregados no Comércio.
Na cidade de João Pessoa, existe um logradouro em sua homenagem, a Rua Miguel Bastos Lisboa, no bairro de Miramar. Já na zona rural da cidade de Jacaraú/PB, existe o Colégio Municipal "Professor Miguel Bastos", no Sítio Tanque Dantas. No Estado da Paraíba tem a Rodovia Estadual PB 071  (trecho paraibano) ligando a Cidade de Jacaraú/PB até a fronteira desta com a  cidade de Nova Cruz/RN, Rodovia Estadual "Dep. Miguel Severino Bastos Lisboa".[carece de fontes?]